# Surface de référence
En mécanique des fluides, la surface de référence est la surface choisie pour quantifier une force (portance, traînée) ou un moment de force.

## Forces
Un exemple de calcul faisant intervenir la surface de référence est celui de la traînée. La force de traînée Fx se calcule à partir de la surface S et du coefficient de traînée Cx :
Fx = q·S·Cx
avec q la pression dynamique = 1/2·ρ·V²  (ρ étant la masse volumique du fluide)
Exemples de surfaces de références :
- corps bien profilé aile ou fuselage (Cx < 0,05) :

la surface de référence pour la portance et pour la traînée est la surface portante projetée dans le plan x-y (vue en plan),
la surface de référence pour la traînée du fuselage est la surface frontale projetée dans le plan y-z (vue de face),
la surface de référence pour la portance latérale en y est la surface projetée dans le plan x-z (vue de profil),
rappel de la notation x, y, z du plan 3-vues : x en longitudinal, y en transversal et z en vertical ;
- corps moins bien profilé (Cx > 0,10) : la surface de référence pour la traînée (et éventuellement pour la portance dans le cas d'une F1 par exemple) est la surface frontale (vue de face).

automobile, navires  (maître-couple)
élément de structure (hauban, mât, jambe, pylône, etc.)
Ces exemples ayant été donnés, il faut insister sur le fait que le choix de la surface de référence est libre, la seule condition imposée à ce choix est que la surface de référence soit toujours précisée (un {\displaystyle C_{x}} avancé sans que sa surface de référence soit précisée est inexploitable car il n'y a jamais de surface de référence évidente).
À propos du choix de la surface de référence, voir Choix de la surface de référence dans l'article Coefficient de traînée.

## Moments
Pour quantifier un moment (produit : force x longueur) : on a besoin d'une force (liée à la surface de référence) et d'une longueur de référence, généralement la corde moyenne aérodynamique (CMA) pour une aile en aéro ou hydrodynamique.